# Glacera Grey
La glacera Grey és una glacera localitzada a Xile, en la part occidental del Parc Nacional Torres del Paine, que forma part dels Camps de Gel Sud. És una massa de gel de 6 quilòmetres d'ample i més de 30 metres d'altura dividit en dos fronts. El 1996 tenia una superfície total de 270 km² i una longitud de 28 quilòmetres.
La glacera presenta una coloració blavosa, a causa de l'absorció del gel de longituds d'ona de llum vermella, i la dispersió de longituds d'ona de llum blava. Algunes parts de la glacera presenten un color gris, a causa de l'abrasió que té lloc, produïda pel gel i la càrrega de fragments rocosos que es llisquen sobre el jaç de roca sota la glacera, polint aquest últim, generant una elevada quantitat de farina de roca que provoca que l'aigua de fusió de la glacera adquireixi el to gris assenyalat.

Actualment la glacera està en reculada. S'estima que està en reculada a causa de l'augment de les temperatures regionals i als canvis en les quantitats de precipitació. Així mateix, la glacera desprèn fragments de gel que comunament es poden observar en llocs limítrofs al lloc.

Retir recent
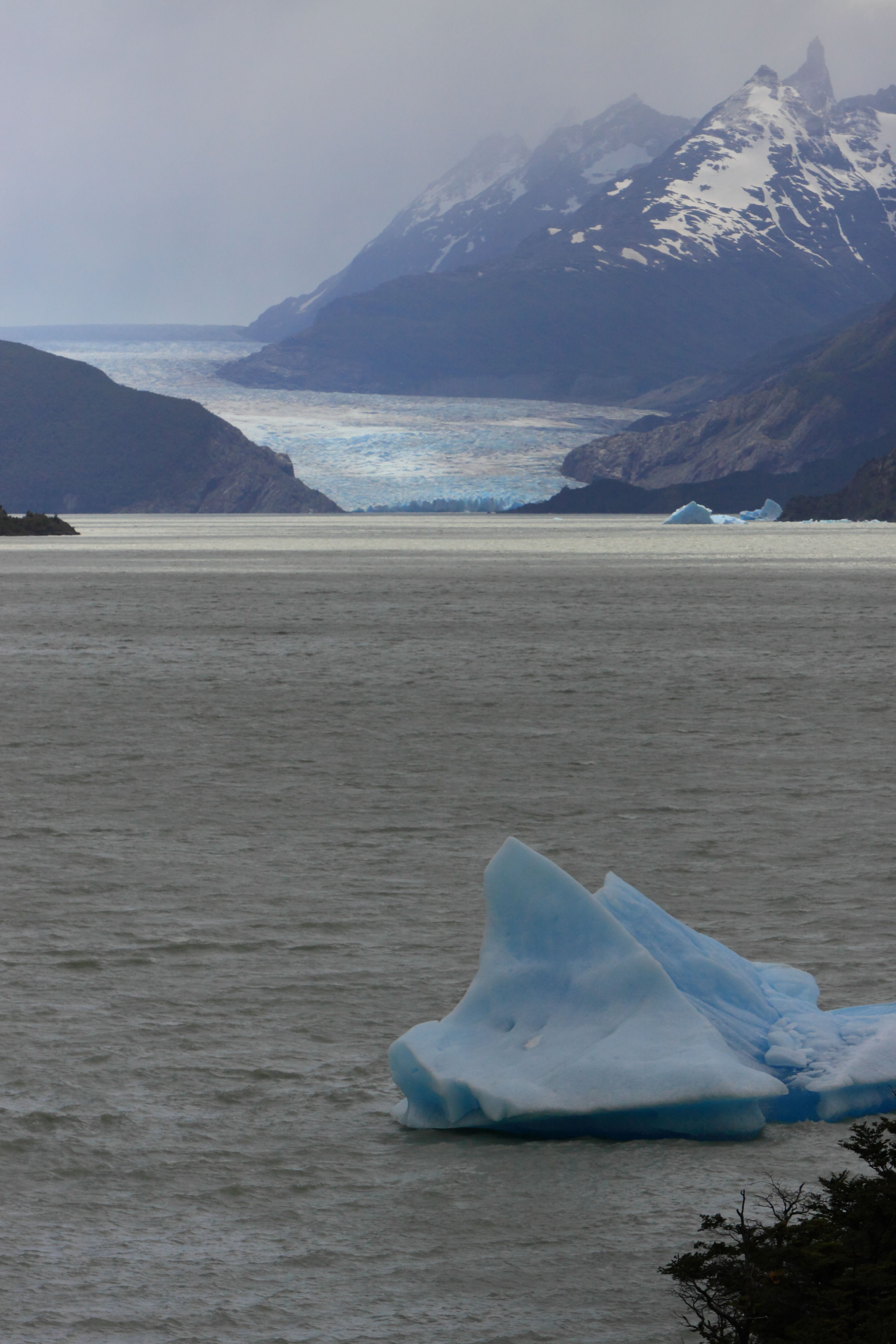
Vista de la glacera (gener 2010)
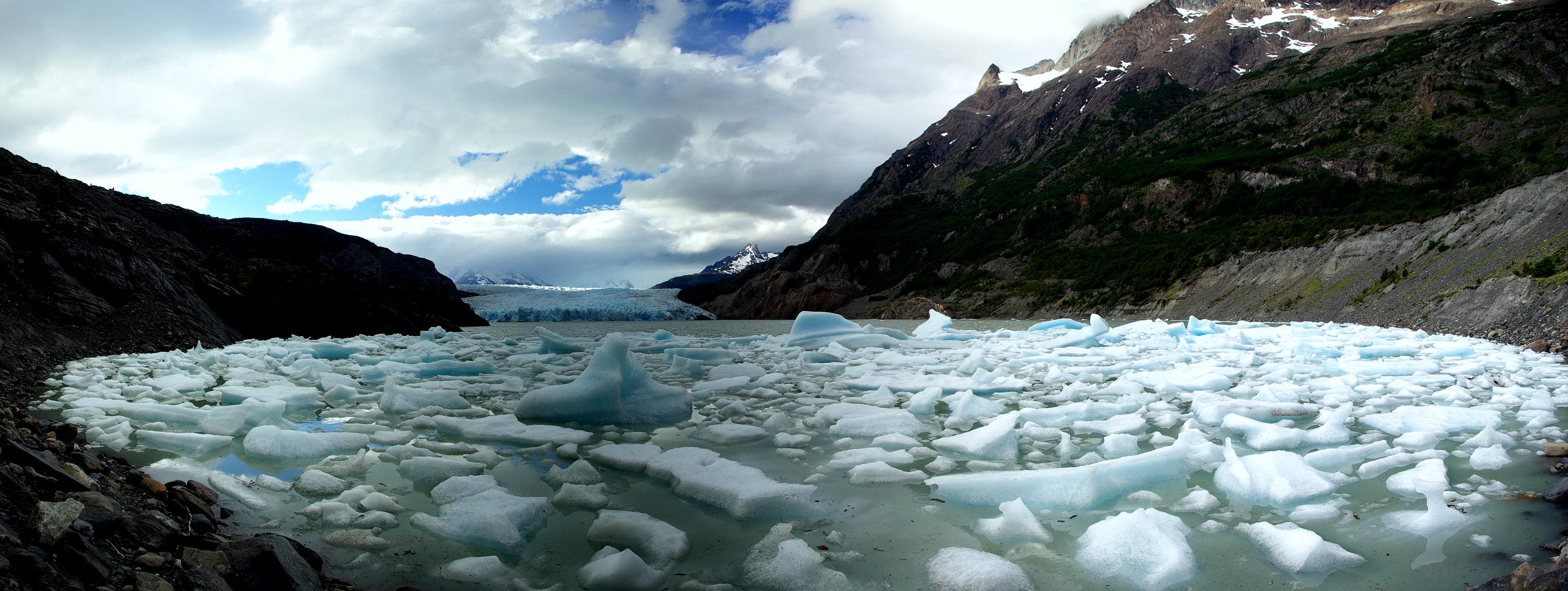
Icebergs en la glacera